# Christiane Wartenberg
Christiane Wartenberg, född den 27 oktober 1956 i Prenzlau, Tyskland, är en östtysk friidrottare inom medeldistanslöpning.
Hon tog OS-silver på 1 500 meter vid friidrottstävlingarna 1980 i Moskva. 